# Jimmy Eat World
Jimmy Eat World är ett rock/emoband från Arizona, USA. Bandet grundades 1993 när barndomsvännerna Jim Adkins (sång/gitarr) och Zack Lind (trummor) slog ihop sig med Tom Linton (gitarr/sång) och Mitch Porter (bas). Bandet började spela musik med punk-rockinfluenser och släppte tre singlar samt ett album via ett lokalt skivbolag.
1995 byttes Mich Porter mot Lintons vän Rick Burch, ungefär i samma veva som bandet skrev kontrakt med Capitol Records. 
Bandet släppte senare år 1996 sitt riktiga debutalbum, Static Prevails.
1998 satte man sig i studion igen med producenten för förra albumet, Mark Trombino, för att spela in Clarity, som släpptes 1999. Med Clarity släppt, började bandet spela inför allt större publiker varje gång och man hade en sång, Lucky Denver Mint, på soundtracket för filmen Never Been Kissed med bland annat Drew Barrymore.
Lyckan skulle dock inte bli alltför långvarig. Skivbolaget gick ifrån bandet, utan att släppa singeln Blister.
Men killarna såg ändå detta som en möjlighet. Bandet var uppbackad av det amerikanska indiesamhället, och samlade ihop flera fristående låtar till en samlingsskiva, Singles.
Man jobbade sedan än en gång med Mark Trombino och fick ihop albumet Bleed American, som sedan döptes om till Jimmy Eat World efter händelserna den 11 september. Albumet släpptes i juli 2001. Med det nya albumet och med framförallt singeln The Middle hittade man ut till den breda publiken och bandet började bli större inom genren rock. Låtar som "A Praise Chorus", "The Middle", och "The Authority Song" är typiska rocklåtar. Dock finns det vissa låtar med influens av genren "emo". Turnerandet med Bleed American i ryggen var en succé och man satte sig i början av 2004 ner med Trombino åter igen.
Men samarbetet blev kortvarigt. Man gick skilda vägar och tog hjälp av Gil Norton istället. I oktober 2004 släpptes albumet "Futures", och singeln "Pain". Det nya materialet blev direkt en hit för de alternativa radiostationerna. När man månader senare hade släppt singlarna "Work" och "Futures" hade man redan turnerat i USA. Man turnerade sedan sommaren och hösten med Green Day.
Efter turnén med Green Day åkte bandet till Tempe för att börja jobba på ett sjätte album. Albumet släpptes den 16 oktober 2007 och fick namnet Chase This Light.
De gjorde även ett inhopp i serien One Tree Hill, där de spelade på Peytons klubb TRIC.

## Medlemmar
- Jim Adkins: sång, gitarr
- Tom Linton: gitarr, sång
- Rick Burch: bas
- Zach Lind: trummor

## Diskografi

### Album
- Jimmy Eat World (1994)
- Static Prevails (1996)
- Clarity (1999)
- Bleed American (Namnet på albumet byttes senare till Jimmy Eat World 2001 på grund av WTC-attackerna)
- Futures (2004)
- Chase This Light (2007)
- Invented (2010)
- Damage (2013)

### EP
- One, Two, Three, Four (1994)
- Jimmy Eat World EP (1998)
- Good to Go EP (2002)
- Firestarter EP (2004)
- Stay on My Side Tonight (2005)

### Splits
- Christie Front Drive/Jimmy Eat World Split seven inch (1995)
- Emery/Jimmy Eat World Split seven inch (Fall 1995)
- Blueprint/Jimmy Eat World Split' seven inch
- Less Than Jake/Jimmy Eat World Split cassette (1996)
- Jimmy Eat World/Sensefield/Mineral Split seven inch
- Jejune/Jimmy Eat World Split seven inch
- Jimmy Eat World & Jebediah Split seven inch (2000)
- Taking Back Sunday/Jimmy Eat World Split seven inch (2004)

## Singlar
This is the end (For you my friend)